# Bioseston
Prin bioseston se înțelege acea componentă a sestonului care constă din totalitatea organismelor vii care plutesc sau înoată în apă. 
Biosestonul poate fi alcătuit din:
- plancton (totalitatea organismelor vegetale și animale, în general microscopice, care trăiesc în apele dulci sau marine, plutind pasiv sau aflându-se în stare de suspensie, în general în zona dintre ape, până la o adâncime de 200 m și care constituie hrana peștilor și a altor animale acvatice [1]; o parte din acestea alunecă sau merg pe apă, populând pelicula superficială a acesteia. [2])
  - zooplancton (totalitatea organismelor animale care alcătuiesc planctonul) [3]; [4]
  - fitoplancton (totalitatea plantelor acvatice inferioare care intră în alcătuirea unui plancton) [5]; [6]
- neuston (totalitatea organismelor microscopice, vegetale și animale, care plutesc sau înoată în pelicula de la suprafața apei - bacterii, alge, protozoare, hidre - și care colorează suprafața apelor) [7],
- pleuston (totalitatea talurilor pluricelulare de alge roșii sau brune care plutesc ca niște insule pe apă, respectiv totalitatea organismelor care se găsesc la suprafața apei, fiind legate biologic și de atmosferă, ca de exemplu plantele: peștisoara și lintița) [8] și
- necton (totalitatea viețuitoarelor acvatice, care se pot deplasa liber și activ în apa în care trăiesc, cu mijloace proprii de locomoție, respectiv biocenoza organismelor care înoată liber în apele pelagice, în opoziție cu plancton) [9].